# Marczenka
Marczenka (ukr. Марченка) – wieś na Ukrainie, w obwodzie chersońskim, w rejonie oleszkowskim. W 2001 roku liczyła 162 mieszkańców.